# Gerichtsbezirk Blatna
Der Gerichtsbezirk Blatna (tschechisch soudní okres Blatná) war ein dem Bezirksgericht Blatna unterstehender Gerichtsbezirk im Kronland Böhmen der Habsburgermonarchie. Er umfasste Gebiete im heutigen Jihočeský kraj in Tschechien. Zentrum und Gerichtssitz des Gerichtsbezirks war die Stadt Blatna (Blatná).
Das Gebiet gehörte seit 1918 zur neu gegründeten Tschechoslowakei und ist seit 1993 Teil der Tschechischen Republik.

## Geschichte
Die ursprüngliche Patrimonialgerichtsbarkeit wurde im Kaisertum Österreich nach den Revolutionsjahren 1848/49 aufgehoben. An ihre Stelle traten die Bezirks-, Landes- und Oberlandesgerichte, die nach den Grundzügen des Justizministers geplant und deren Schaffung am 6. Juli 1849 von Kaiser Franz Joseph I. genehmigt wurde.
Der Gerichtsbezirk Březnitz gehörte zunächst zum Kreis Pisek und umfasste 1854 die 65 Katastralgemeinden Alt-Smoliwec, Aujezdec, Aujezdo, Bělčic, Bezdékau, Blatenka, Blattna, Bratronic, Březi, Budislawic, Buzic, Cečelowic, Cekanic, Chlomek, Chlum, Dožic, Hajan, Hněwkow, Holluschitz, Hornosin, Hrdischt, Hwoždan, Jindřichowic, Jung-Smoliwec, Kadow, Kassejowic, Kladrubec, Kotzelowitz, Lažan-Enis, Lažanek, Lom, Mačkow, Malkow bei Drahenic, Malkow bei Schlüsselburg, Metla, Milčic, Mischtic, Mračow, Mužetic, Nedřew, Rěmčic, Paschtik, Pacelic, Polanka, Pole, Pozdin, Přebudow, Přědmeř, Radoschic, Rischt, Sedlic, Skalčan, Skwořetic, Schlüsselburg, Tissow, Torowic, Wahlowic, Wiska, Wrbno, Zaboři, Zahorčice, Zahorčiček, Zamlyn, Zawěschin und Žiwoite.
Der Gerichtsbezirk Blatna bildete im Zuge der Trennung der politischen von der judikativen Verwaltung
ab 1868 gemeinsam mit dem Gerichtsbezirk Březnitz den Bezirk Blatna.
Im Gerichtsbezirk Blatna lebten 1869 28.006 Menschen, wobei der Gerichtsbezirk 5,9 Quadratmeilen und 40 Gemeinden bzw. 65 Katastralgemeinden umfasste.
1900 beherbergte der Gerichtsbezirk 25.829 Menschen, die auf einer Fläche von 342,06 km² bzw. in 59 Gemeinden bzw. 65 Katastralgemeinden.
Der Gerichtsbezirk Blatna wies 1910 eine Bevölkerung von 25.531 Personen auf, von denen 25.503 Tschechisch und nur 12 Personen Deutsch als Umgangssprache angaben. Im Gerichtsbezirk lebten zudem 17 Staatsfremde. Der Gerichtsbezirk bestand zu dieser Zeit aus 60 Gemeinden bzw. 65 Katastralgemeinden.
Durch die Grenzbestimmungen des am 10. September 1919 abgeschlossenen Vertrages von Saint-Germain kam der Gerichtsbezirk Blatna vollständig zur neugegründeten Tschechoslowakei, wobei die Gerichtseinteilung bis 1938 im Wesentlichen bestehen blieb. Nach dem Münchner Abkommen wurde das Gebiet dem Protektorat Böhmen und Mähren zugeschlagen.
Nach dem Zweiten Weltkrieg gehörte das Gebiet zum Okres Strakonice bzw. zum Okres Plzeň-jih, dessen Behörden jedoch im Zuge einer Verwaltungsreform 2003 ihre Verwaltungskompetenzen verloren. Diese werden seitdem von den Gemeinden bzw. den Regionen Jihočeský kraj und Plzeňský kraj, zu denen das Gebiet um Blatna seit Beginn des 21. Jahrhunderts gehört, wahrgenommen.

## Gerichtssprengel
Der Gerichtssprengel umfasste Ende 1914 die 60 Gemeinden Buzice (Buzitz), Bělčice (Bělčitz), Bezdékov (Bezdékau), Blatá (Blatna), Blatenka (Blatenka), Bratonice (Bratonitz), Březí (Březi), Budislawice (Budislawitz), Cečelovice (Cečelowitz), Čekanice (Čekanitz), Chlomek (Chlomek), Chlum, Dožice (Dožitz), Hájany (Hajan), Hněvkov (Hněwkow), Holušice (Holuschitz), Hornosín (Hornosin), Hradiště (Hradischt), Hvožd'any (Hwožd'an), Kádov (Kadow), Kasejovice (Kassejowitz), Kladrubec (Kladrubetz), Kocelovice (Kocelowitz), Lažánky (Lažanek), Lažany (Lažan Énis), Lnáře (Schlüsselburg), Lom, Mačkov (Mačkow), Malkov u Drahenic (Malkow bei Drahenic), Malkov u Lnář (Malkow bei Schlüsselburg), Metly (Metla), Milčice (Milčitz), Mladý Smolivec (Jungsmoliwetz), Mužetice (Mužetitz), Nezdržev (Nedřew), Pacelice (Pacelitz), Paštiky (Paschtik), Polánka (Polanka), Pole, Pozdyně (Pozdin), Předměř (Předměř), Radošice (Radoschitz), Ríště (Rischt), Sedlice (Sedlitz), Skaličany (Skalčan), Škvořetice (Skwořetitz), Starý Smolivec (Altsmoliwetz), Thořovice (Thořowitz), Újezdec (Aujezdetz), Újezdo (Aujezdo), Vahlovice (Wahlowitz), Víska (Wiska), Vrbno (Kadov u Blatné) (Wrbno), Záboří (Zaboř), Zahorčice (Zahorčitz), Zahorčičky (Zahorčiček), Zamlýn (Zamlyn), Zavéšín (Zawéschin) und Životice (Žiwotitz).